# Bastien Lamon
Bastien Lamon, né le 18 juillet 1981  à Roubaix, est un handballeur français. Il évolue au poste de demi-centre au Dunkerque HBGL.

## Carrière
Bastien Lamon découvre le handball à 6 ans en allant voir jouer son père au club de Wattrelos en Nationale 3,. Lui-même débute dans ce club avant de rejoindre le HBC Villeneuve-d'Ascq où il découvre la D1.
Fidèle à son Nord natal, il signe à l'US Dunkerque en 2001, club qui prétend jouer les premiers rôles au sein de l'élite du handball français. Hormis une finale de la Coupe Challenge lors de la saison 2003/2004, perdue face au club suédois de l'IFK Skövde HK (21-20;27-24), les résultats sportifs peinent à suivre.
Convaincant avec son club, il est convoqué par Claude Onesta en  France A' en vue des Jeux méditerranéens de 2005.
En 2006, il est contacté par le Chambéry Savoie Handball qui lui donne alors l'opportunité de découvrir la Ligue des Champions et d'évoluer au côté de son idole d’enfance, Jackson Richardson. Il opte finalement pour l'aspect familial et pour les perspectives que lui offrait l'USDK : « Dunkerque me proposait le projet d’y croire », comme il le dit joliment.
Finalement, il remporte les quatre titres nationaux en 2011 et 2014 avec tout d'abord la Coupe de France 2011, remportée au détriment du Chambéry Savoie Handball. Puis, lors de la saison 2011/2012, Bastien remporte le Trophée des champions 2012 aux tirs au but aux dépens du Chambéry Savoie Handball et arrive en finale de la Coupe EHF mais est défait par les Allemands du Frisch Auf Göppingen 60 à 54 (26-26 et 34-28). Ensuite, la Coupe de la Ligue 2013 ainsi que le Championnat de France 2014 viennent s'ajouter au palmarès de Bastien Lamon.
En avril 2017, il annonce sa fin de carrière.

## Palmarès

### En club
Compétitions nationales
- Vainqueur de la Coupe de France (1) : 2010-2011
- Vainqueur du Trophée des champions (1) : 2012-2013
- Vainqueur de la Coupe de la Ligue (1) : 2012-2013
- Vainqueur du Championnat de France (1) : 2013-2014

Compétitions internationales
- Finaliste de la Coupe Challenge en 2004
- Finaliste de la Coupe EHF en 2012